# Stargirl (roman)
Stargirl är en roman av författaren Jerry Spinelli, riktad mot unga tonåringar, som först publicerades år 2000. Boken har bland annat fått utmärkelsen New York Times bestseller. 

## Handling
Leo är en vanlig grabb som varken är populär eller nördig. Han går på en vanlig skola där alla bara försöker att passa in. Men så kommer Stargirl och plötsligt förändras allt. Hon är annorlunda, bär annorlunda kläder, säger annorlunda saker o.s.v. Dessutom är hon trevlig mot alla. När hon blir cheerleader så börjar laget att vinna, och de fortsätter att vinna hela tiden, och alla älskar henne. Själv får hon dock ett särskilt gott öga till Leo. Men när hon också börjar heja på motståndarlaget så förändras allt. Först säger de att hon inte får vara cheerleader längre. Sen börjar laget att förlora... varje match. Och i takt med det så förvandlas hon till någon väldigt impopulär. Den enda som inte skäller på henne är Leo. Men efter ett tag blir även han utskälld. Leo tvingas att välja mellan Stargirl, som älskar honom, och att ha vänner."

## Utmärkelser
Boken har hamnat på New York Times Best Seller list, fått ett Parents Choice Gold Award, en "ALA Top Ten Best Books Award" och utmärkelsen Publishers Weekly Best Book of the Year. Kritiker har framförallt prisat bokens budskap om vikten av icke-konformism.

## Stargirl-sällskap
Enligt författaren håller Stargirl-sällskap, som utgår från bokens huvudkaraktärer och bokens inre budskap, på att formas i flera skolor. 

### Fotnoter
1. ↑  http://www.allreaders.com/topics/info_25812.asp Arkiverad 16 juni 2010 hämtat från the Wayback Machine. Recension på Allreaders.com (läst 6 april 2011)
2. ↑  ”Choice Awards - Stargirl”. Arkiverad från originalet den 15 juli 2015. https://web.archive.org/web/20150715010317/http://www.parents-choice.org/product.cfm?product_id=1764&award=xx&from=Random%20House%20Children%27s%20Books/Doubleday. Läst 5 april 2011.
3. ↑  Publishers Weekly - Stargirl
4. ↑  White, Sarah Reaves. ”Star Girl review”. Readers Read. http://www.readersread.com/cgi-bin/review.pl?reviewid=90207. Läst 8 april 2010.
5. ↑  ”Arkiverade kopian”. Arkiverad från originalet den 28 april 2011. https://web.archive.org/web/20110428145920/http://www.jerryspinelli.com/stargirl.htm. Läst 5 april 2011.